# John Joe Flood
John Joe Flood (2 agosto 1899 – 3 luglio 1982) è stato un calciatore irlandese, di ruolo difensore.

## Carriera
Cresciuto nello Shamrock Rovers, vince subito un campionato nel 1923. Tra il 1924 e il 1928 gioca tra Irlanda e Inghilterra, cogliendo un secondo titolo irlandese nel 1927, ancora con lo Shamrock. Nel 1929 ritorna in Irlanda, sempre allo Shamrock Rovers, dove chiude la carriera nel 1935 dopo aver vinto il suo terzo campionato nazionale e cinque coppe nazionali consecutive.
Esordisce in Nazionale il 21 marzo del 1926 contro l'Italia (3-0). Il 20 aprile del 1929 sigla la sua prima marcatura giocando contro il Belgio: nel corso della sfida ne seguiranno altre due, arrivando a segnare una tripletta (4-0). Il 26 aprile del 1931 indossa per la prima e unica volta la fascia di capitano contro la Spagna (1-1).

## Palmarès

### Club

#### Competizioni nazionali
- Campionato irlandese: 3

Shamrock Rovers: 1922-1923, 1926-1927, 1931-1932
- Coppa d'Irlanda: 5

Shamrock Rovers: 1928-1929, 1929-1930, 1930-1931, 1931-1932, 1932-1933